# 牛津縣 (安大略省)
牛津縣（英語：Oxford County）是加拿大安大略省一個地方行政區，坐落該省西南部，行政中心位於胡士托。牛津縣已於2001年正式改設為地區自治體（regional municipality），但其名稱仍保留“縣”的字樣。

## 城鎮
牛津縣境内包括下列城鎮：
- 胡士托市（City of Woodstock）
- 英格索爾鎮（Town of Ingersoll）
- 提爾森堡鎮（Town of Tillsonburg）
- 布蘭德福-布倫海姆鄉（Township of Blandford-Blenheim）
- 東所拉-塔維斯托克鄉（Township of East Zorra-Tavistock）
- 諾里奇鄉（Township of Norwich）
- 西南牛津鄉（Township of South-West Oxford）
- 所拉鄉（Township of Zorra）

## 人口數據
歷年人口：
- 2001年：99,270人
- 1996年：97,142人

## 外部連結
- （英文）牛津縣官方網站 （页面存档备份，存于）